# 秆叶薹草
秆叶薹草（学名：Carex insignis）是莎草科薹草属的植物。分布于尼泊尔、印度、不丹以及中国大陆的云南东南部等地，生长于海拔1,500米至1,800米的地区，多生于林下和沟边，目前尚未由人工引种栽培。